# Realmonte
Realmonte ist eine italienische Gemeinde im Freien Gemeindekonsortium Agrigent in der Autonomen Region Sizilien.

## Lage und Daten
Realmonte liegt 13 Kilometer westlich von Agrigent. Hier wohnen 4395 Einwohner (Stand 31. Dezember 2023), die hauptsächlich in der Landwirtschaft arbeiten. Außerdem wird in der Gemeinde Beton hergestellt. Aufgrund seiner Lage am Meer bietet Realmonte auch einige Arbeitsplätze im Tourismusbereich.
Die Nachbargemeinden sind Agrigent, Porto Empedocle und Siculiana.
Nachdem der Bahnverkehr nach Realmonte 1978 eingestellt wurde, ist der Ort heute nur noch auf der Straße zu erreichen.
Seit 2013 besteht eine Gemeindepartnerschaft mit Eppelborn im Saarland.

## Geschichte
Der Gründungstag der Gemeinde ist unbekannt, liegt aber wahrscheinlich in der zweiten Hälfte des 17. Jahrhunderts.

## Sehenswürdigkeiten

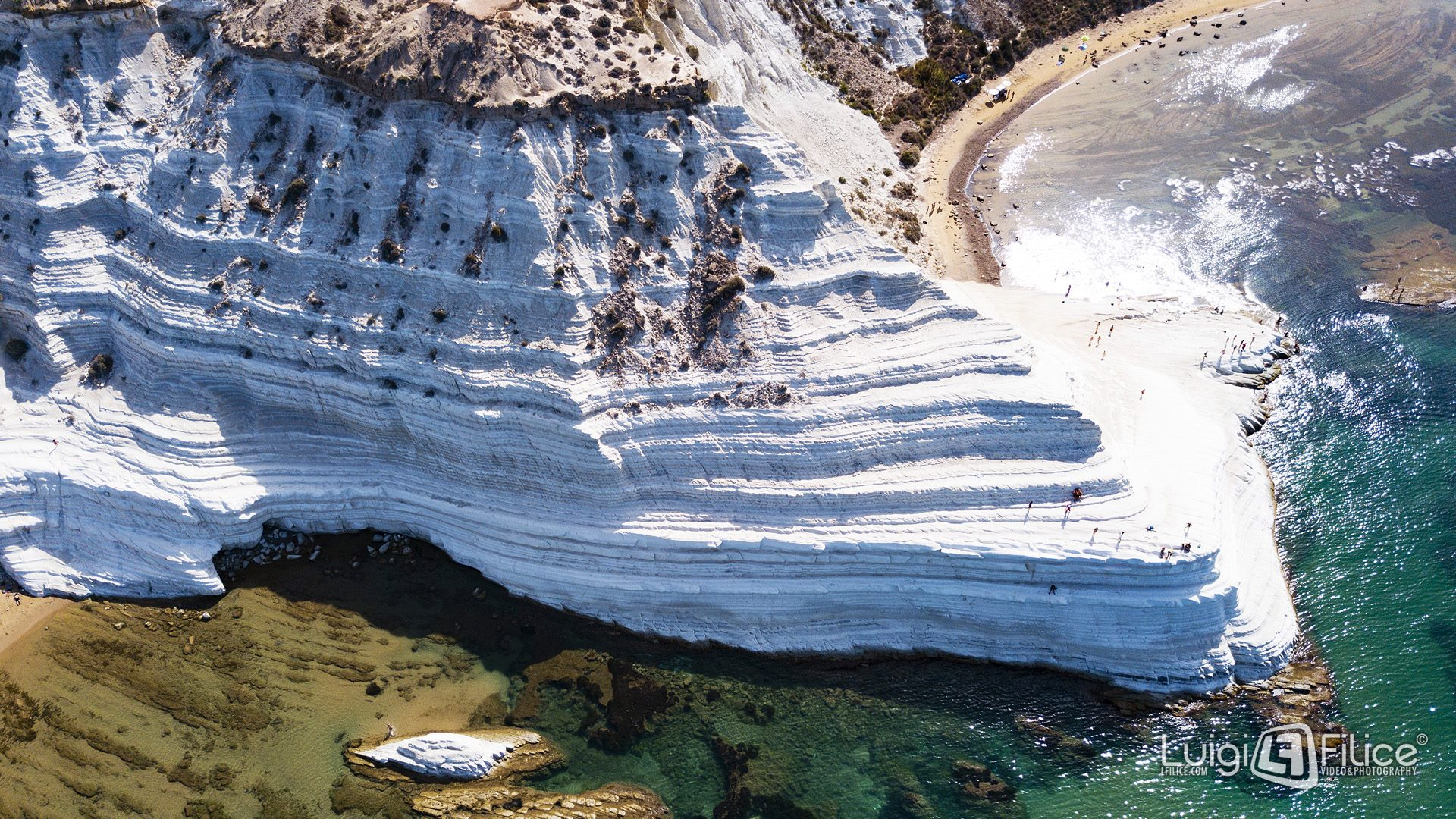
Scala dei Turchi

Die Pfarrkirche ist San Domenico geweiht. Das Ausgrabungsgebiet Villa Durrueli, eine römische Villa aus dem 1. Jahrhundert n. Chr., liegt an der Straße nach Porto Empedocle, es sind einige Räume und ein Teil des Fußbodens erhalten geblieben. Wegen der Strände wie Lido Rosselo, Punta Grande und Giallonardo wird der Ort von Touristen besucht. Hier befindet sich auch eine unterirdische Salzgrotte und die Scala dei Turchi („Treppe der Türken“), ein treppenförmiger Felsen.